# Herzknochen
Die Herzknochen (lateinisch Ossa cordis; Einzahl: Os cordis, älter auch Os de corde) sind zwei kreuzförmige Knochen, die sich in der Scheidewand der Vorkammern bei größeren Paarhufern (Giraffen, Rindern, Schafen, Kamelen, Hirschen, Schweinen) finden. Es handelt sich um eine im höheren Alter auftretende lokale Verknöcherung von Bindegewebe (Trigona fibrosa) in der Scheidewand der Herzkammern. Herzknochen treten paarweise auf. Sie haben keine Beziehung zum Skelett und zählen daher zu den Eingeweideknochen.
Seit der Antike ist das Vorkommen bekannt. Schon Aristoteles beschreibt den Herzknochen bei Wiederkäuern in der Anatomie seiner Tierkunde. Auch Galenos erwähnt ihn in seinem, im 2. Jahrhundert n. Chr. entstandenen anatomischen Lehrwerk Über die Verfahrensweise beim Sezieren.
Der Herzknochen der Hirsche (Hirschherzenkreuz, Hirschkreuzlein, lateinisch os de corde cervi oder os cordis cervi), bei dem es sich laut Zekert um Verknorpelungen der Herzscheidewand des Rothirsches (Cervus elaphus) handelt, wurde in früheren Jahrhunderten gegen Herzkrankheiten benutzt, sowohl in der Volksmedizin als auch, etwa im Circa instans des Mittelalters, in der Arzneilehre. Der Hirsch hatte eine besondere Stellung in der mittelalterlichen Vorstellungswelt und galt als ein Symbol für Jesus Christus – abgeleitet aus dem Psalm 42,2.
Im Jahr 2020 wurden Herzknochen erstmals auch bei Schimpansen beschrieben.